# Maurizio Rava
Maurizio Rava (Milano, 1878 - Roma, 1941) fue un judío italiano que fue general del ejército italiano y también gobernador de la Somalia italiana.

## Biografía
Maurizio Rava fue un pintor, periodista, escritor, militar y político, cuya carrera política inició en 1919 cuando fue cofundador del partido fascista en Roma.  Fue teniente durante la Primera Guerra Mundial (donde quedó herido en combate)  y recibió tres condecoraciones al valor militar (una de plata y dos de bronce). Después de 1920 empezó una carrera militar en las milicias fascistas. 
En las colonias italianas se convirtió en secretario general de la oficina del gobernador de Tripolitania con Emilio De Bono en marzo de 1927. Luego asumió la Gobernación de la Somalia italiana desde 1931 hasta 1935. En esos años dio impulso dinámico a la agricultura, carreteras y ferrocarriles con énfasis en todo tipo de construcción en Somalia. En 1933 promovió la remodelación urbana de Mogadiscio, que desde entonces empezó a llamarse "la perla blanca del Oceano indiano" llegando a ser poblada con una numerosa minoría (40% del total de habitantes) de colonos italianos.
Fue propuesto a "Senador del Reino" a su regreso a Italia en 1936.
Cayó en desgracia políticamente en 1938 por ser judío, a causa de la alianza de la Italia fascista con Hitler. Pero Mussolini siempre lo protegió y nunca le revocó sus cargos dentro del partido fascista italiano.
Fue también "General de brigada" (de las milicias fascistas) del ejército italiano y murió en Roma el 22 de enero de 1941 a consecuencia de heridas recibidas en batalla en Bardia (Libia), durante la ofensiva inglesa llamada "Operación Compass".

## Publicaciones
Maurizio Rava escribió algunos libros. Los más famosos son: 
- Al lago Tsana (il mar profondo d'Etiopia) (publicada en 1913).

- l'Eritrea; la nostra colonia primogenita (publicada en 1923).

- Somalia; Parole ai Coloniali (publicada in 1935).

- Otras obras menores son: "Ingiustizia delle sanzioni: l’Italia stato aggredito", Roma 1936; "Il problema della mano d’opera in Somalia", Roma 1937; "Ovest etiopico: nei paesi del platino e dell’oro", Roma 1938; "Politica sociale verso gli indigeni e modi di collaborazione con essi", Roma 1938; "Diario di un secondo viaggio nell’ovest etiopico", Roma 1939.